# All the Best (Ivan Graziani)
All The best è un album antologico di Ivan Graziani pubblicato nel 1994.

## Tracce
1. Ballata per 4 stagioni – 3:59
2. I lupi – 5:00
3. Lugano addio – 4:37
4. Pigro – 2:23
5. Monna Lisa – 4:51
6. Agnese – 3:41
7. Taglia la testa al gallo – 4:01
8. Doctor Jekyll and Mr. Hide – 4:42
9. Tutto questo cosa c'entra con il R&R – 3:08
10. Radio Londra – 5:10
11. Firenze (canzone triste) – 4:56
12. Angelina – 3:56
13. Signora bionda dei ciliegi – 4:28
14. Navi – 5:13
15. Il chitarrista – 3:35
16. Limiti (Affari d'amore) – 4:17
17. Vento caldo – 3:39
18. Franca ti amo – 3:28
19. Maledette malelingue – 3:53